# 1000-km-Rennen von Paris
Das 1000-km-Rennen von Paris war ein Sportwagen-Langstreckenrennen, das in Montlhéry und Rouen ausgetragen wurde.

## Die Veranstaltung
Das 1000-km-Rennen von Paris wurde erstmals 1956 ausgetragen und endete mit einem Sieg von Jean Behra und Louis Rosier auf einem Maserati 300S. Zwischen 1960 und 1970 fand das Rennen bis auf die Jahre 1963 und 1965 regelmäßig statt. 1962 und 1964 gehörte es zur Sportwagen-Weltmeisterschaft. 1964 kam es auch zum folgenschwersten Unfall, als der Deutsche Peter Lindner und der Italiener Franco Patria bei einer Kollision tödlich verunglückten und dabei drei Streckenposten mit in den Tod rissen.
Als die unebene Steilkurvenstrecke für Motorsportveranstaltungen zu gefährlich wurde, entschloss sich 1972 der französische Motorsport zu einer Verlegung des Rennens nach Rouen.
1994 wurde das Langstreckenrennen im Rahmen der BPR Global GT Series wiederbelebt, allerdings gab es nur zwei Veranstaltungen und seit 1995 ist das Rennen endgültig Geschichte.

## Gesamtsieger
| Jahr | Team                       | Gesamtsieger                          | Fahrzeug           | Fahrzeit    | Meisterschaft                           |
| ---- | -------------------------- | ------------------------------------- | ------------------ | ----------- | --------------------------------------- |
| 1956 | Louis Rosier               | Louis Rosier Jean Behra               | Maserati 300S      | 6:41:03.100 | zählte zu keiner Meisterschaft          |
| 1960 | Ecurie Francorchamps       | Lucien Bianchi Olivier Gendebien      | Ferrari 250 GT SWB | 6:54:46.800 | zählte zu keiner Meisterschaft          |
| 1961 | North American Racing Team | Ricardo Rodríguez Pedro Rodríguez     | Ferrari 250 GT SWB | 6:32:15.200 | FIA-GT-Cup                              |
| 1962 | North American Racing Team | Ricardo Rodríguez Pedro Rodríguez     | Ferrari 250 GTO    | 6:21:58.700 | Sportwagen-Weltmeisterschaft            |
| 1964 | Maranello Concessionaires  | Graham Hill Joakim Bonnier            | Ferrari 330P       | 6:32:53.100 | Sportwagen-Weltmeisterschaft            |
| 1966 | David Piper                | David Piper Mike Parkes               | Ferrari 250LM      | 6:31:24.000 | zählte zu keiner Meisterschaft          |
| 1967 | J. W. Automotive           | Jacky Ickx Paul Hawkins               | Mirage M1          | 7:18:19.800 | zählte zu keiner Meisterschaft          |
| 1968 | Porsche System             | Hans Herrmann Rolf Stommelen          | Porsche 908        | 6:12:20.100 | zählte zu keiner Meisterschaft          |
| 1969 | Equipe Matra Elf           | Jean-Pierre Beltoise Henri Pescarolo  | Matra MS650        | 3:27:23.000 | Französische Rundstrecken-Meisterschaft |
| 1970 | Matra Sports               | François Cevert Jack Brabham          | Matra-Simca MS660  | 5:49:41.800 | zählte zu keiner Meisterschaft          |
| 1971 | J. W. Automotive           | Derek Bell Gijs van Lennep            | Porsche 917K       | 6:14:22.800 | Französische Rundstrecken-Meisterschaft |
| 1972 | Ecurie Bonnier             | Jean-Pierre Beltoise Gérard Larrousse | Lola T280          | 6:04:24.920 | Spanische Rundstrecken-Meisterschaft    |
| 1994 | JCB Racing                 | Jean-Claude Basso Henri Pescarolo     | Venturi 600LM      | 7:36:48.740 | BPR Global GT Series                    |
| 1995 | Mühlbauer Motorsport       | Stefan Oberndorfer Detlef Hübner      | Porsche 911 GT2    | 4:00:53.560 | BPR Global GT Series                    |